# Studiolo de Cosme Ier

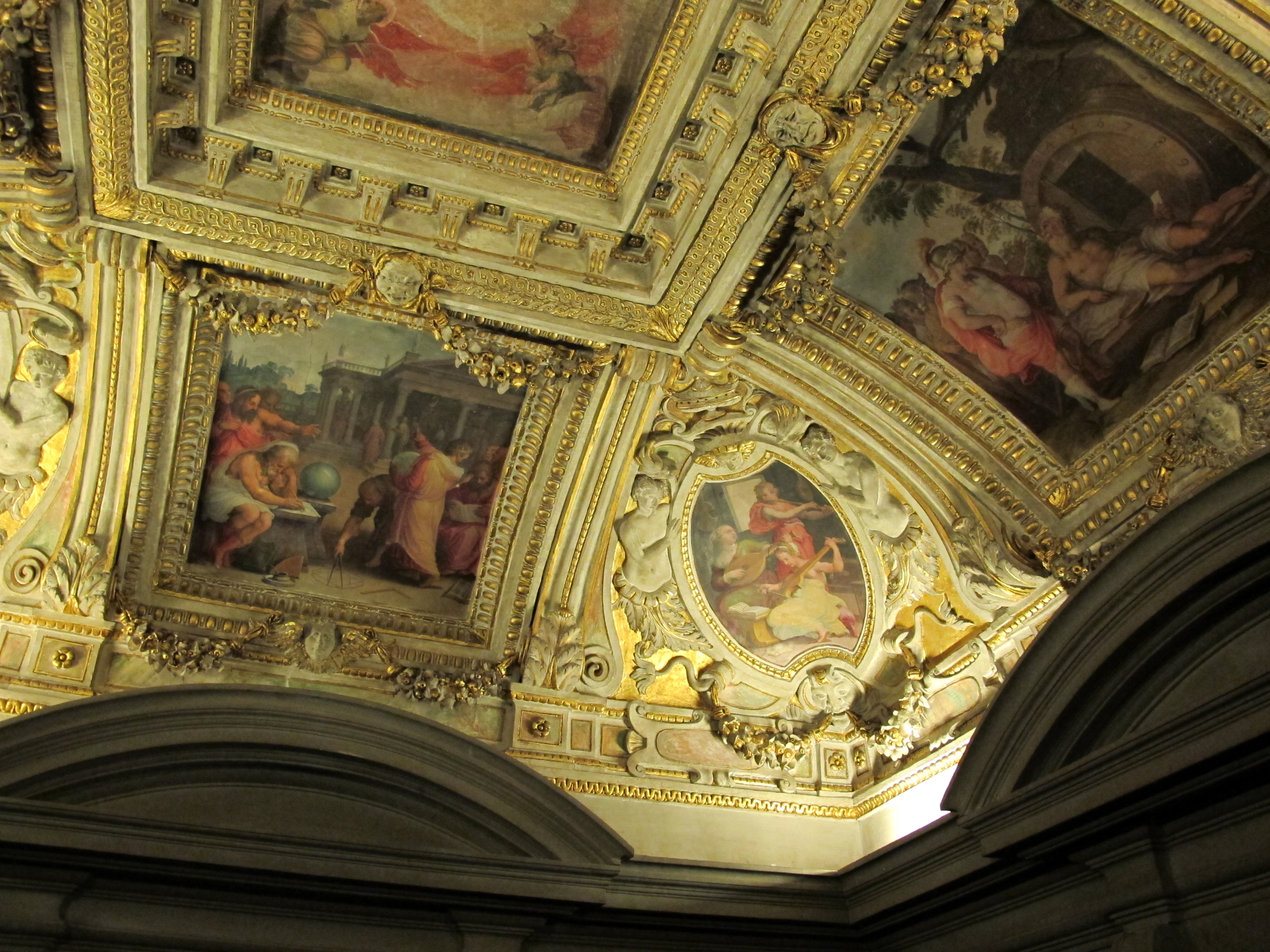
Voûte

Le Studiolo de Cosme Ier est le cabinet secret de Cosme Ier au Palazzo Vecchio de Florence.
Le studiolo est construit vers 1545 dans le plan d'aménagement  du palais, à peu de distance de la chambre à coucher de Cosme (qui y habite depuis 1540).
Il est constitué d'une petite pièce quadrangulaire couverte sur les murs d'armoires à portes de bois  peintes  à fresque.
Pièce intime, le futur grand-duc de Toscane Cosme y conserve des documents personnels, des objets rares et des curiosités, des plantes médicinales et d'autres objets d'intérêt scientifique permettant de préparer des remèdes que Cosme confectionne lui-même ou qu'il reçoit d'autres souverains des pays d'Europe.
En 1559, il commissionne le  projet de Giorgio Vasari, qui peint sur le plafond Les quatre Évangélistes, pendant que son équipe crée sur la voûte les personnifications des Arts et des Muses : la Peinture, la Sculpture, l'Architecture et la Musique aux angles ; l'Astronomie, la Philosophie, la Poésie et la Géométrie sur les murs des  côtés.
C'est le premier studiolo construit au Palazzo Vecchio, avant le plus grand et plus célèbre Studiolo de François Ier (le fils de Cosimo) qui ne comporte aucune représentation religieuse, ni fenêtre.
Sa trace en est perdue au XVIIIe siècle à la suite des différents aménagements du palais. Il est redécouvert en 1908 mais les fresques de Bachiacca en peinture à l'huile sont endommagées irrémédiablement. Son accès par un escalier étroit ne permet sa visite qu'en petit comité et avec un guide.

## Sources
- (it) Cet article est partiellement ou en totalité issu de l’article de Wikipédia en italien intitulé « Studiolo di Cosimo I » (voir la liste des auteurs).
- Page sur le  studiolo di Cosimo I